# Esteve Busquets i Molas
Esteve Busquets i Molas (Roda de Ter, Osona, 1908 - Barcelona, 16 de desembre de 1991) fou un periodista i escriptor català.
Començà als diaris d'orientació catòlica i vinculats a la Federació de Joves Cristians El Matí, La Nau, Flama i director de L'Avant i del diari Catalònia, a Tarragona el 1935.
Després de la guerra civil espanyola dirigí Tú, òrgan de les HOAC, a Madrid. Posteriorment, va inaugurar la columna diària Bon dia, a El Correo Catalán, primer esforç fet des del 1939 de catalanització d'una secció periodística a un diari Barcelona. El 1990 va rebre la Creu de Sant Jordi.

## Obres
- Oasi (1931)
- L'anticrist a les escoles (1934)
- Calaixera de romanços reusencs (1966-1967)
- Entre vinyes i telers (La vida de Sant Llorenç Savall) (1968)
- Plegamans (1969)
- Montgrony (1969)
- Quaranta anys de periodisme barceloní (1971)
- Història de Capellades (1972)
- Oracions, eixarms i sortilegis (1985)
- Els animals segons el poble (1987)

Poemes presentats als Jocs Florals de Barcelona
- Camí de l'horta, camí (1927)
- Tríptic horacià (1929)